# 耀年
耀年（1824年—1888年），字体堯，号雲舫，诺敏氏，清朝官員，蒙古正黃旗人。

## 任職履歷
- 咸丰五年，順天乡试中举。
- 同治元年（1862年），進士。
- 光緒五年十二月一日（1880年1月12日），由太僕寺卿遷任內閣學士。
- 光緒六年六月二十四日（1880年7月30日），改任鑲黃旗蒙古副都統。同年十月二十六日（1880年11月18日）調任兵部左侍郎。
- 光緒七年十月十七日（1881年11月8日），以鑲黃旗蒙古副都統署任鑲白旗護軍統領。
- 光緒八年六月三日（1882年7月17日），調任正藍旗滿洲副都統。
- 光緒十三年（1887年）十二月，逝世。

## 家族
- 曾祖广明，内阁侍读
- 祖父多容安，广西按察使
- 父惠麟，理藩院郎中
- 堂叔恩麟，道光戊戌科进士。